# انتخابات الرئاسة البرازيلية 1985
انتخابات الرئاسة البرازيلية 1985 هي انتخابات رئاسية جرت في 15 يناير 1985، في البرازيل، لانتخاب رئيس البرازيل.
فاز بالانتخابات تانكريدو نيفيس.